# Brodzany
Brodzany (prononciation slovaque : [ˈbrɔd͡zanɪ], allemand : Brodian, hongrois : Brogyán) est un village de Slovaquie situé dans la région de Trenčín.

## Histoire
La première mention écrite du village date de 1293.

## Géographie
Brodzany se situe dans la vallée de la Nitra (région traditionnelle Horná Nitra), à 2 km au sud-ouest de Partizánske.
| Žabokreky nad Nitrou |            | Partizánske |
| Chynorany            | Brodzany   | Malé Uherce |
| Krásno, Turčianky    | Veľký Klíž | Kolačno     |

## Démographie

### Évolution de la population
| Année:               | 1994. | 2004.   | 2014.   | 2024.   |
| -------------------- | ----- | ------- | ------- | ------- |
| Nombre de personnes: | 788   | 815     | 813     | 890     |
| Différence:          |       | +3,42 % | -0,24 % | +9,47 % |

| Année:               | 2023. | 2024.   |
| -------------------- | ----- | ------- |
| Nombre de personnes: | 889   | 890     |
| Différence:          |       | +0,11 % |